# Накшавани, Аммар
Амма́р ан-Накшава́ни (араб. عمار النقشواني‎) — британо-иракский шиитский учёный, писатель и оратор.
Накшавани был приглашённым научным сотрудником Института Ближнего Востока Колумбийского университета и Центра исламских исследований Кембриджского университета. Ранее он возглавлял кафедру шиитских исследований имама Али и диалога между исламскими юридическими школами в Хартфордской семинарии.

## Ранняя жизнь и образование
Накшвани родился в семье Эмада Накшавани, сына Худжат аль-Ислама Муртады Накшавани (ум. 1990), который служил представителем великого аятоллы Абу-ль-Касима аль-Хои в Эль-Куфе. Его мать — дочь покойного шейха Мухаммада Таки аль-Иравани. По отцовской линии он имеет этническое азербайджанское происхождение. В 1987 году его семья переехала в Великобританию.

### Образование
Накшавани учился в Университетском колледже Лондона и получил степень бакалавра в области психологии и права в 2003 году, одновременно изучая годичный дипломный курс в Лондонской школе экономики и политических наук. После этого он получил степень магистра в Университете имени Шахида Бехешти в Тегеране и докторскую степень в Экстерском университете.

## Карьера

### Кембриджский университет
Накшавани был приглашенным учёным в области исламоведения и проводил передовые исследования и академический анализ исторических текстов шиитов.

### Хартфордская семинария
Накшавани был первым заведующим кафедрой шиитских исследований имама Али в Хартфордской семинарии.

### Колумбийский университет
В 2016 году Колумбийский университет объявил, что доктор Накшавани будет выступать в качестве приглашенного учёного.

### Гарвардский университет
Доктор Накшавани является сотрудником Иранского проекта в Белферовском центре науки и международных отношений Гарвардской школы Кеннеди. Его внимание сосредоточено на исламской политике, а также на конфликтах и миростроительстве на Ближнем Востоке.